# George Lober
George Michael Lober, né le 18 décembre 1946 et mort le 30 avril 2024,, est un homme politique samoan.

## Biographie
Après sa scolarité dans une école catholique, il travaille dans l'entreprise de sa famille, avant de devenir à terme directeur général d'une entreprise de quincaillerie, Salafi Metal Industries,. 
Il entre en politique en étant élu à l'Assemblée législative des Samoa aux élections de 1979, sans étiquette mais soutenant le gouvernement du Premier ministre sortant Tupuola Efi. Il est, avec le candidat d'opposition Ron Berking, l'un des deux élus de la circonscription nationale réservée aux citoyens samoans d'ascendance non-autochtone (dits « électeurs individuels »),. Lors de sa première prise de parole à l'Assemblée, il appelle à une augmentation des bas salaires. Son élection est cassée par décision de justice car il a distribué des cadeaux durant sa campagne électorale, une pratique alors ancrée dans les mœurs aux Samoa et jusque lors tolérée au nom du respect de la coutume autochtone, mais assimilée par les juges en 1979 à de la corruption. Il s'ensuit une élection partielle en août, que George Lober remporte, permettant au Premier ministre Tupuola Efi de conserver sa très courte majorité absolue des sièges à l'Assemblée.
George Lober est battu dans sa circonscription aux élections de 1982, mais retrouve son siège à celles de 1985 et est alors nommé ministre de la Justice et ministre du Travail par le Premier ministre Va'ai Kolone,. Il ne se représente pas aux élections de 1988.
Lorsqu'il meurt en 2024 à l'âge de 77 ans, le chef de l'État, Tuimalealiifano Va'aleto'a Sualauvi II, et la Première ministre Fiame Naomi Mata'afa assistent à ses funérailles.